# 梁星源
梁星源（？—？），陕西岐山范家营人，清朝政治人物。举人出身。

## 生平
道光十八年（1838年），擔任清朝廣州府新安縣知縣。后由王銘鼎接任。道光二十年（1840年），再任南海縣知縣。参与调查林維喜案。